# Periclimenes coriolis
Periclimenes coriolis är en kräftdjursart som beskrevs av Bruce 1985. Periclimenes coriolis ingår i släktet Periclimenes och familjen Palaemonidae. Inga underarter finns listade i Catalogue of Life.